# الغواصة الألمانية يو-144 (1940)
غواصة يو-144  غواصة يو بوت ألمانية من غواصة الفئة الثانية دي بنيت لسلاح بحرية ألمانيا النازية كريغسمارينه، في أحواض دويتشه فيرك خلال الحرب العالمية الثانية.